# Дубровка (Самборский район)
Дубровка (укр. Дубрівка) — село в Самборской городской общине Самборского района Львовской области Украины.
Население по переписи 2001 года составляло 725 человек. Занимает площадь 0,008 км². Почтовый индекс — 81460. Телефонный код — 3236.